# Arlindinho
Arlindinho, nome artístico de Arlindo Domingos da Cruz Neto (Rio de Janeiro, 24 de novembro de 1991), é um cantor, compositor e instrumentista (percussionista) brasileiro.
Em carreira desde 2009, tornou-se músico inspirado pelo pai, o sambista Arlindo Cruz, e pelo avô. Compôs seu primeiro samba aos treze anos.
Também foi vencedor de diversos prêmios do samba, como Estandarte de Ouro, Estrela do Carnaval, Resenha dos Sambistas e S@mba-Net.

## Primeiros anos

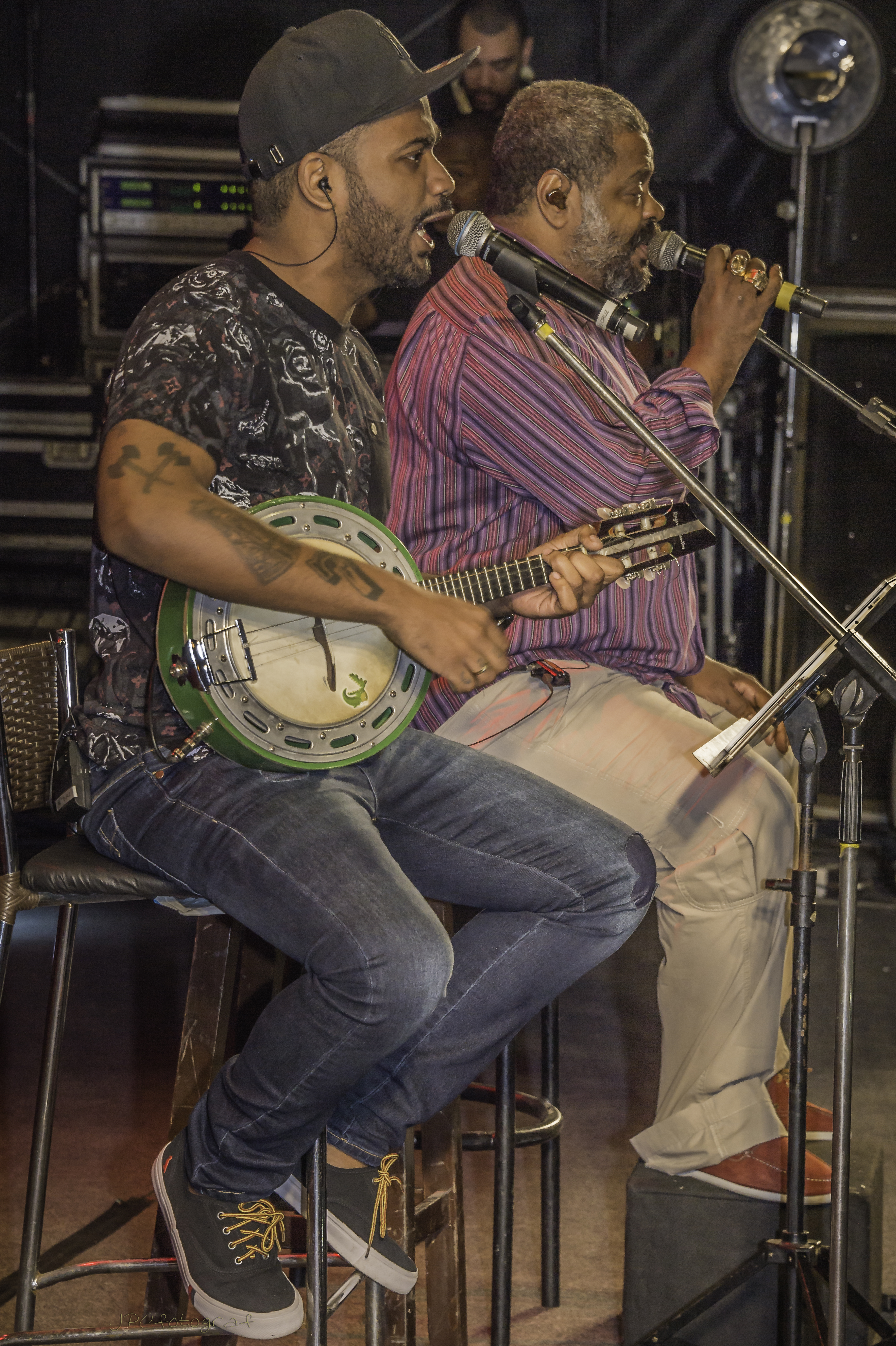
Arlindinho ao lado de seu pai, Arlindo Cruz, em 2016.

Arlindo Domingos da Cruz Neto nasceu em 24 de novembro de 1991 no Rio de Janeiro. Filho do músico Arlindo Cruz e da personalidade do Carnaval Babi Cruz, além de sobrinho do compositor Acyr Marques e de Andrezinho, Arlindo Neto cresceu numa família de músicos: Arlindo Domingos da Cruz, de quem Arlindo Neto e seu pai herdaram o nome, era músico casual e tocou ao lado do sambista Candeia no grupo Mensageiros do Samba.
Posteriormente, Arlindinho batizou seu filho como Antonio Candeia Massaia Cruz em homenagem ao cantor. Arlindo Neto também homenagearia seu pai ao lançar o álbum Meu Lugar, cujo nome faz referência à canção homônima gravada por ele.
Aos oito anos de idade, já tocava percussão. Aos onze, desfilou pela primeira vez na escola de samba mirim Império do Futuro. Aos 13 anos de idade, compôs seu primeiro samba-enredo para a escola mirim Estrelinha da Mocidade, onde foi intérprete e campeão.

## Carreira

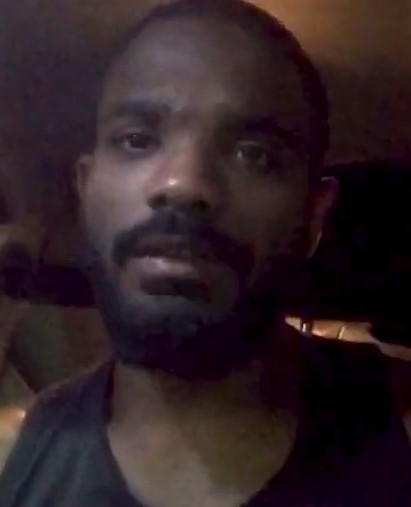
Arlindinho em 2018.

A partir de 2009, integrou o grupo Bambas de Berço, com o qual lançou CD homônimo no ano seguinte.
Em 2010, consagrou-se o compositor mais jovem de samba-enredo na escola de samba carioca União da Ilha do Governador. No ano seguinte, foi bicampeão pela mesma agremiação.
Em 2012, compôs o samba-enredo Dona Ivone Lara: O enredo do meu samba, em homenagem a Dona Ivone Lara, pela escola de samba Império Serrano.
Em 2013, compôs, em parceria com Péricles e Jorge Aragão, o samba-enredo da escola de samba Acadêmicos do Grande Rio.
Foi campeão por cinco anos consecutivos com sambas-enredo de sua autoria em diferentes agremiações.
Em 2014, lançou, pelo selo Sony Music, o CD Arlindo Neto: Um bom aprendiz - ao vivo, com participações de Arlindo Cruz e Jorge Aragão.
Em 2016, compôs e interpretou o samba-enredo da escola de samba São Clemente, ao lado de Ito Melodia e outros nomes.

## Obras
- Bom aprendiz (com Arlindo Cruz)
- Dom Quixote De La Mancha, O Cavaleiro dos Sonhos Impossíveis (com Grassano, Gabriel Fraga, Márcio André Filho, João Bosco, Gugu das Candongas, Marquinho do Banjo, Barbosão, Ito Melodia e Léo da Ilha)
- Dona Ivone Lara: O enredo do meu samba (com Arlindo Cruz e Tico do Império)
- É corpo, é alma, é religião (com Rogê e Arlindo Cruz)
- Me beija (com Marquinhos Nunes e Renato Moraes)
- Meu caminho (com Marquinhos Nunes e Jorge Davi Júnior)

## Discografia
| Álbum                                   | Detalhes                                                           | Ref.                 |
| --------------------------------------- | ------------------------------------------------------------------ | -------------------- |
| Bambas de Berço                         | - Lançamento: 2010 - Gravadora: independente - Formato(s): CD      | [ 13 ]               |
| Arlindo Neto: Um bom aprendiz - ao vivo | - Lançamento: 2014 - Gravadora: Sony Music - Formato(s): CD        | [ 13 ]               |
| 2 Arlindos (com Arlindo Cruz)           | - Lançamento: 2017 - Gravadora: Universal Music - Formato(s): CD   | [ 13 ]               |
| Meu Lugar                               | - Lançamento: 2022 - Gravadora: BMG - Formato(s): download digital | [ 14 ] [ 15 ] [ 16 ] |

## Premiações
- Estandarte de Ouro

1. 2012 - Melhor samba-enredo do Grupo A (Império Serrano - "Dona Ivone Lara: O Enredo do Meu Samba") [4]

- Estrela do Carnaval

1. 2012 - Melhor samba-enredo do Grupo A (Império Serrano - "Dona Ivone Lara: O Enredo do Meu Samba") [5]
2. 2022 - Melhor samba-enredo do Grupo Especial (Grande Rio - "Fala, Majeté! Sete Chaves de Exu") [17]

- Gato de Prata

1. 2012 - Melhor samba-enredo (Império Serrano - "Dona Ivone Lara: O Enredo do Meu Samba") [18]
2. 2024 - Melhor samba-enredo (Salgueiro - "Hutukara")[19]

- Plumas & Paetês Cultural

1. 2012 - Melhor samba-enredo (Império Serrano - "Dona Ivone Lara: O Enredo do Meu Samba") [20]
2. 2014 - Melhor samba-enredo (Viradouro - "Sou a Terra de Ismael, 'Guanabaran' Eu Vou Cruzar... Pra Você Tiro o Chapéu, Rio Eu Vim Te Abraçar") [21]

- Prêmio 100% Carnaval

1. 2022 - Melhor samba-enredo RJ (Grande Rio - "Fala, Majeté! Sete Chaves de Exu") [22]

- Prêmio Feras da Sapucaí

1. 2022 - Melhor samba-enredo RJ (Grande Rio - "Fala, Majeté! Sete Chaves de Exu") [23]

- Prêmio SRzd

1. 2022 - Melhor samba-enredo (Grande Rio - "Fala, Majeté! Sete Chaves de Exu") [24]

- Resenha dos Sambistas

1. 2024 - Melhor samba-enredo (Salgueiro - "Hutukara")[6]

- S@mba-Net

1. 2012 - Melhor samba-enredo (Império Serrano - "Dona Ivone Lara: O Enredo do Meu Samba") [7]

- Troféu Jorge Lafond

1. 2012 - Melhor samba-enredo (Império Serrano - "Dona Ivone Lara: O Enredo do Meu Samba") [25]

- Troféu Sambario

1. 2012 - Melhor samba-enredo (Império Serrano - "Dona Ivone Lara: O Enredo do Meu Samba") [26]
2. 2024 - Melhor samba-enredo (Salgueiro - "Hutukara")[27]

- Troféu Explosão in Samba

1. 2022 - Melhor samba-enredo RJ (Grande Rio - "Fala, Majeté! Sete Chaves de Exu") [28]

- Troféu Tupi Carnaval Total (Super Rádio Tupi)

1. 2024 - Melhor samba-enredo (Salgueiro - "Hutukara")[29]